# Groove Armada
Groove Armada es un grupo de música electrónica de Cambridge, Inglaterra, formado por Andy Cato (Andrew Derek Cocup) y Tom Findlay. Tomaron su nombre de una fiesta que se celebraba en Newcastle en la década del '70 y fundaron un club homónimo. Andy pinchaba house en una de las pistas del local y Tom hacía lo mismo pero con funky en la otra. Alcanzaron la fama en 1997 con el lanzamiento limitado del sencillo At the river, que usó el sample de Old cape cod, de Patti Page. Desde entonces la canción se encuentra incluida en varios recopilatorios de chill out.

## Trayectoria musical
Northern Star fue su carta de presentación en la escena electrónica como productores, en el año 1998. Una de sus obras más populares es su éxito internacional I see you baby, mezclado por Fatboy Slim, al estilo big beat, en la que se repetía en el estribillo la frase "I see you baby...shaking that ass"; el fabricante de automóviles Renault utilizó esta canción en la promoción del Mégane. Las voces estuvieron a cargo de la Dj y cantante Gram'ma Funk. De forma deliberada, esta canción fue regrabada con el estribillo "Shakin' that thang" para varios mercados conservadores del mundo. Además, algunas de sus otras canciones aparecen con frecuencia en anuncios de televisión y en campañas publicitarias, incluyendo If everybody looked the same, del anuncio de 2001 de Mercedes-Benz. Los mencionados sencillos formaron parte de su segundo álbum Vertigo lanzado en 1999.
Su tercer álbum de estudio Goodbye Country (Hello Nightclub) fue lanzado en 2001, y como su título lo sugiere marcó un alejamiento del chill-out con rumbo a un sonido más optimista, como lo demuestra el sencillo nominado al Grammy a la mejor grabación dance, "Superstylin'". En 2002, y a menos de un año de la edición de su anterior álbum, lanzaron su cuarto material en estudio Lovebox, que incluyó una variedad de géneros incluyendo funk. Una muestra de este sonido se refleja en el sencillo "But I Feel Good". También está incluida la canción Hands of time, interpretada por el cantante de folk Richie Havens, aparece en la película Collateral y uno de los personajes se refiere a esta como una canción clásica. Otra canción, Edge Hill, aparece en la película Lara Croft: Tomb Raider, y se usó en los anuncios de Channel 4 para la serie Lost (Perdidos). Madder aparece en la introducción del videojuego Rayman 3: Hoodlum Havoc.

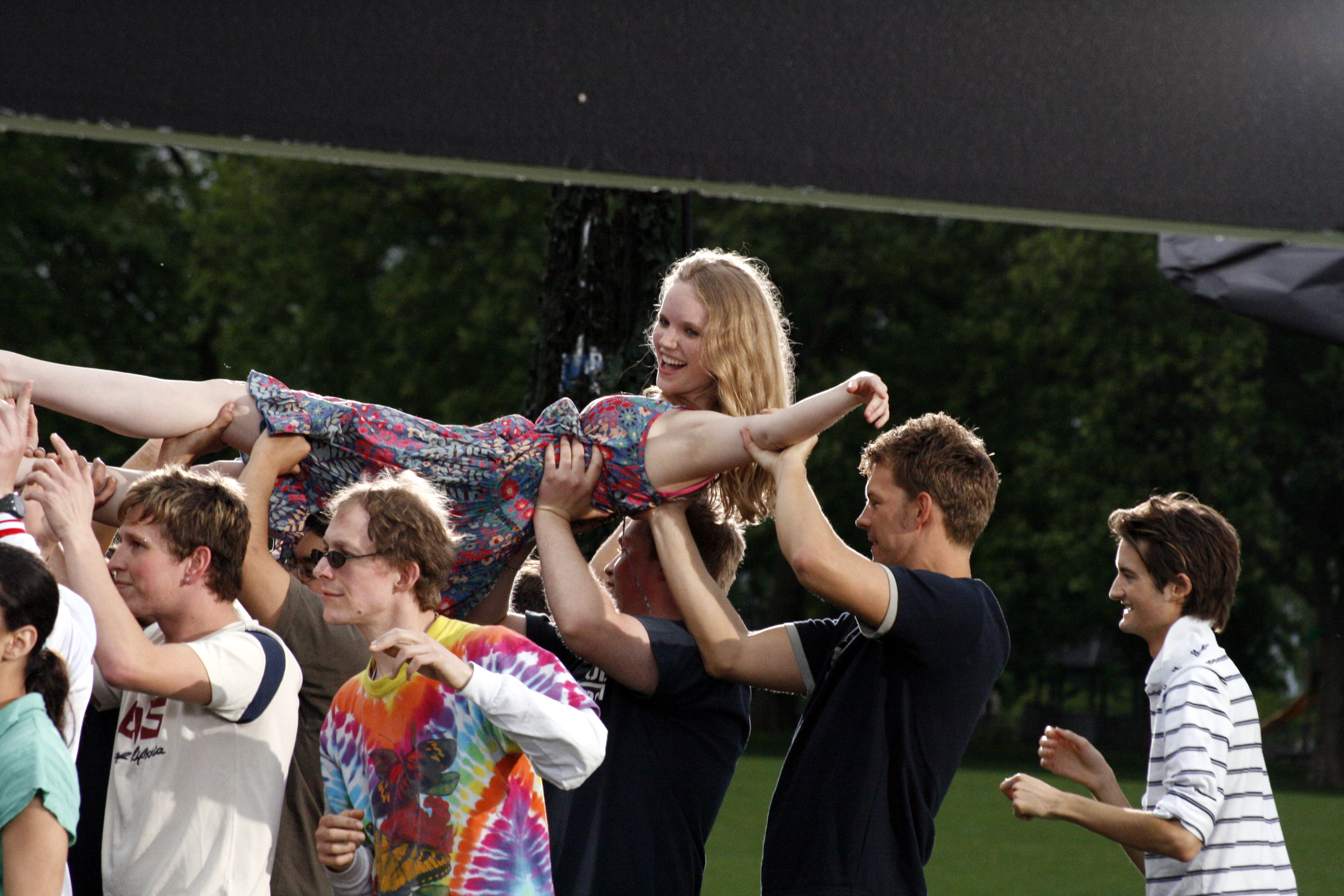
Imagen de la filmación del video de la canción "Song 4 Mutya (Out Of Control)" en Finsbury Park, Londres

Un álbum de grandes éxitos, titulado The Best of Groove Armada, fue editado en 2004, siendo el último para Pepper Records antes de su firmar con Columbia Records en donde lanzaron su quinto trabajo Soundboy Rock en 2007. Este álbum estuvo influido por la fórmula empleada en su anterior producción pero añadiéndole una diversidad de géneros aún mayor, con canciones como "Get Down" , que siguieron con la tendencia actual del UK garage, y con pistas con elementos de rock, como "Song 4 Mutya (Out of control)", con las voces de la excantante de Sugababes, Mutya Buena. Tras los exitosos sencillos de Soundboy Rock, aprovecharon para actualizar su álbum de grandes éxitos titulado Greatest Hits siendo lanzado en octubre de 2007. Esto fue acompañado por GA10: 10 Year Story, una colección de rarezas lanzado en noviembre de 2007 para celebrar su décimo aniversario como banda. El dúo expuso en profundidad acerca de la compilación, y citó como una "experiencia emocional" la selección de sus canciones favoritas personales y mezclas de su historia.
Tres años después, en marzo de 2010, lanzan Black Light en el que reflejan el costado más oscuro de la banda. En la grabación del álbum incorporaron a la vocalista SaintSaviour quien participó en los sencillos "I Won't Kneel" y "Paper Romance", así como en la mayoría de las pistas del álbum. En octubre de 2010, publicaron un álbum de remixes, White Light, la cual contenía regrabaciones en estudio recientes de versiones en vivo de varias canciones de Black Light, como así también, otras canciones clásicas de la banda.
Desde entonces, lanzaron en 2012 algunos sencillos sueltos por el sello Hypercolour, como "Pull up" y "Oh Tweak To Me" y los EP "No Knock" y "No Ejector Seat" con un claro vuelco al género deep house. En 2013, lanzaron para Danse Club Records, el sencillo "Sweat" junto a los propietarios de ésta discográfica, los británicos Brodanse. En 2014, editaron el EP "Pork Soda" para el sello Moda Black.

## Otros proyectos
Desde 1995 a 2000, Andy Cato formó parte de los proyectos musicales orientados al house progresivo, Mother's Pride y Qattara, y lanzó varias producciones en solitario bajo el alias de Caia y Journey Man DJ. En 2002, Cato colaboró con Rachel Foster, en la producción del álbum Pursuit of Happiness bajo el nombre de Weekend Players. También coescribió con Sophie Ellis-Bextor en su álbum Shoot From the Hip, y lanzó en 2006 su primer sencillo en solitario titulado "La Luna" bajo su propio nombre. Cato también ha trabajado con Róisín Murphy en su álbum Overpowered, en la producción de los sencillos "Let Me Know" y "You Know Me Better".
Mientras Tom Findlay constituye la mitad de Sugardaddy, junto a Tim Hutton, y ha colaborado con Terry Callier y Keeling Lee. En 2005, creó Tunetribe, una tienda de descarga digital.

## Discografía

### Northern Star (1998)
- Ver lista de canciones

1. Dr. Eiff (Findlay, Cato) (5:49)
2. Captain Sensual [Remix] (Findlay, Cato) (5:21)
3. Entrance to Zanzibar (Findlay, Cato) (5:59)
4. Fireside Favourite (Findlay, Cato) (4:26)
5. Dirty Listening (Findlay, Cato) (5:24)
6. M2 Many (Findlay, Cato) (6:14)
7. Dan-Solo [Album Edit] (Findlay, Cato) (7:33)
8. Pressure Breakdown (Findlay, Cato) (6:12)
9. What Have We Become? (Findlay, Cato) (5:51)
10. Jeanneret's Groove (Findlay, Cato) (6:59)
11. Pillar 13 (Findlay, Cato) (4:48)

### Vertigo (1999)
- Ver lista de canciones

1. Chicago (Findlay, Cato) (7:22)
2. Whatever, Whenever (Findlay, Cato, Skeete, Mills, Douglas) (3:49)
3. Dusk You and Me (Findlay, Cato, Rams, Nevins, Nevins) (5:39)
4. Pre 63 (Findlay, Cato) (6:26)
5. If Everybody Looked the Same (Findlay, Fareed, Cato, Taylor, Yance, Ricord, Muhammad) (3:38)
6. Serve Chilled (Findlay, Cato) (5:09)
7. I See You Baby (Findlay, Cato, Wooten) (4:40)
8. Private Interlude (Findlay, Cato) (3:55)
9. At the River (Yakus, Findlay, Jeffrey, Cato, Rothrock) (6:33)
10. In My Bones (Findlay, Cato, Wooten, Dani) (4:44)
11. Your Song (Findlay, Cato) (5:07)
12. Inside My Mind (Blue Skies) (Findlay, Cato, Berlin) (7:59)
13. I See You Baby [Fatboy Slim Mix] (Findlay, Cato, Wooten) (5:43)

### Goodbye Country (Hello Nightclub) (2001)
- Ver lista de canciones

1. Suntoucher (Davis, White, Cato, Findlay, Gamble, Chabers, Bell) (6:31)
2. Superstylin' (Lee, Cato, Findlay, White, Daniel) (6:02)
3. Drifted, (Findlay, Hutton, Cato) (4:56)
4. Little by Little (Lee, Findlay, Cato, White, Havens) (5:30)
5. Fogma (Findlay, Lee, Cato, Riley) (6:55)
6. My Friend (McKinney, Curtis, Cornwell, Crouch) (5:01)
7. Lazy Moon (Lee, Findlay, Cato, White, Dawes) (6:38)
8. Raisin' the Stakes (Findlay, Cato, White, Kriminul) (5:33)
9. Healing (Findlay, Cato, Havens) (5:52)
10. Edge Hill (Findlay, Cato, Lee, White, Hewson) (7:00)
11. Tuning In (Findlay, Cato, Hutton) (4:43)
12. Join Hands (Findlay, Hutton, Cato, White, Treacey) (4:00)
13. Likwid (5:15)

### Lovebox (2002)
- Ver lista de canciones

1. Purple Haze (Findlay, Cato, Young, Wilson, Scott, Rossi, Hughes, Adams) (4:03)
2. Groove Is On (Findlay, Ogbourne, Cato) (4:17)
3. Remember (Findlay, Denny, Cato) (5:31)
4. Madder (Lee, Findlay, Cato, Jenner, White, Daniel) (5:21)
5. Think Twice (Findlay, Cato, Cherry, McVey) (5:59)
6. Final Shakedown (Findlay, Wilson, Cato) (6:10)
7. Hands of Time (Findlay, Cato, Havens) (4:22)
8. Tuning In (Rewritten) (Findlay, Hutton, Cato) (5:14)
9. Easy (Findlay, Cato, Cerrone, Donray, Anderson) (5:52)
10. Lovebox (Findlay, Cato) (5:41)
11. But I Feel Good (Findlay, Cato, Daniel) (5:18)

### Soundboy Rock (2007)
- Ver lista de canciones

1. Hasta Luego (con Mr. Fab)
2. Get Down
3. The Things We Could Share
4. Save My Soul
5. What's Your Version?
6. Paris
7. Love Sweet Sound
8. The Girls Say
9. Lightsonic
10. Soundboy Rock
11. Drop That Thing
12. Song 4 Mutya (Out Of Control)
13. From the Rooftops
14. See What You Get
15. What's Your Version? (Reprise)
16. Feel the Same (tema extra)
17. Hands Up (tema extra)

### Late Night Tales(2008)
- Ver lista de canciones

1. Things That Dreams Are Made Of (Human League)
2. Love Is The Drug (Roxy Music)
3. Glad To Know You (Grant, Kitty)
4. Enjoy The Silence (Depeche Mode)
5. Elle And Moi (Berlin, Max)
6. Makin' A Living (African Dreams)
7. Roscoe (Midlake)
8. Get The Message (Electronic)
9. Son Of Dragon (Liquid People)
10. How Long (Ace (2))
11. Josephine (Rea, Chris)
12. Friday's Child (Young, Will)
13. You're All I Need To Get By (Gaye, Marvin y Tammi Terrell)
14. Are Friends Electric (Groove Armada)
15. Chills (Peter Bjorn y John)
16. Close To Me (Cure)
17. Even After All (Quaye, Finley)
18. Happy Detective (Self, Will)

### Black Light (2010)
- Ver lista de canciones

1. Look Me in the Eye Sister (con Jess Larrabee)
2. Fall Silent (con Nick Littlemore)
3. Just for Tonight (con Jess Larrabee)
4. Not Forgotten (con Nick Littlemore)
5. I Won't Kneel (con SaintSaviour)
6. Cards to Your Heart (con Nick Littlemore)
7. Paper Romance (con Fenech-Soler y SaintSaviour) Esta canción forma parte de la banda sonora del videojuego FIFA 11
8. Warsaw (con [ick Littlemore)
9. Shameless (con Bryan Ferry)
10. Time & Space (con SaintSaviour y Jess Larrabee)
11. History (con Will Young)